# Frederick Griffith
Frederick Griffith (1879 – 1941) brit katonaorvos. 1928-ban a Griffith-kísérlet során bizonyította, hogy a bakteriális transzformáció lehetséges, azaz baktériumok géneket képesek egy másik baktériumba juttatni.

## Munkássága
Griffith valójában azon dolgozott, hogy vakcinát készítsen az első világháborút követő pneumonia (tüdőgyulladás) járványának megállítására. A vakcinához a Streptococcus pneumoniae baktérium törzs két ágát használta. A durva törzs (R-rough) nem okoz pneumoniát, ha egérbe injektálják. A sima törzs (S-smooth) viszont halálos az egérre és egy-két napon belül biztos halálhoz vezet. Ha az S törzset hővel elölték, aztán az egérbe injektálták, nem okozott tüneteket. Azonban, amikor az elölt S törzset az élő R törzzsel vitték be a szervezetbe, az egér kimúlt. Ez az első ismert eset a bakteriális transzformáció kimutatására.
Azaz Griffith talált egy transzformáló faktort, amiről csak később derült ki, hogy maga a DNS.
Azt is kimutatta, hogy az R törzs mutálódhat S törzzsé, de ez visszafelé sosem történik meg.

## A magyarázat
A baktériumok képesek speciális képleteken keresztül (például pilusok) vagy R plazmidokkal egymásba géneket, DNS szakaszokat átvinni. Ez történt a kísérlet során, amikor is az elölt S törzsből DNS jutott az ártalmatlan R törzsbe, ezzel is virulenssé téve azt.